# Symphurus rhytisma
Symphurus rhytisma är en fiskart som beskrevs av Böhlke, 1961. Symphurus rhytisma ingår i släktet Symphurus och familjen Cynoglossidae. Inga underarter finns listade i Catalogue of Life.